# Открытые инновации (форум)
«Открытые инновации» — ежегодный форум, посвящённый новым технологиям и перспективам международной кооперации в области инноваций, созданный на базе Международного форума по нанотехнологиям RUSNANOTECH, который проводился с 2008 по 2011 год.
Проводится в Москве с 2012 года под эгидой Правительства РФ, при поддержке Минэкономразвития России, при участии Правительства Москвы, а также российских институтов развития.
Основная цель форума — обмен практическим опытом, пропаганда передовых исследований и разработок, создание новых инструментов международного сотрудничества в сфере инноваций.
Среди участников — топ-менеджеры российских и иностранных корпораций, ведущих бизнес в инновационной сфере, крупные инвесторы, начинающие предприниматели, эксперты в области высоких технологий, ученые, высокопоставленные представители органов государственной власти. Главы государств и правительств, принимавшие участие в форуме — Дмитрий Медведев, премьер-министр Финляндии Юрки Катайнен (2013), премьер-министр Франции Жан-Марк Эйро (2013), премьер Госсовета КНР Ли Кэцян (2014), премьер-министр Сербии Александр Вучич (2015), премьер-министр Люксембурга Ксавье Беттель (2017).
В рамках форума ежегодно проходит международная выставка достижений в области высоких технологий.

## История

### Форум-2012
Впервые форум и сопровождающая его выставка прошли в Москве с 31 октября по 3 ноября 2012 года в «Экспоцентре». В форуме приняли участие более 5000 человек из 38 стран мира и 42 регионов России. По итогам форума было подписано более 20 соглашений между крупными российскими и международными компаниями в сфере высоких технологий, образования, науки и здравоохранения.
Председателем организационного комитета в 2012 году стал Владислав Сурков.
В рамках форума состоялось более 150 мероприятий, в которых приняли участие 700 спикеров из 39 стран. Среди приглашённых участников — предприниматель Ричард Брэнсон, учёные Питер Хед, Йерун ван дер Ховен, профессор Гарвардской школы бизнеса Джош Лернер, бывший финский премьер и советник в Nokia Эско Ахо, руководитель ABBYY Давид Ян, сооснователь Sun Microsystems Джон Гейдж, глава компании Ericsson Ханс Вестберг, писатель и общественный деятель Эстер Дайсон.
Со стороны российских государственных органов выступили председатель Правительства Дмитрий Медведев, заместители председателя Правительства Владислав Сурков и Аркадий Дворкович, также доклады представили руководители российских госкорпораций Игорь Агамирзян («РВК»), Анатолий Чубайс («Роснано»), Виктор Вексельберг (президент центра «Сколково»).

### Форум-2013
В 2013 году форум и выставка прошли в Москве с 31 октября по 2 ноября в выставочном центре «Крокус Экспо». Официальными странами-партнерами выступили Финляндия и Франция. Форум посетило более 4000 человек из 47 стран мира и 26 субъектов России. По итогам форума было заключено более 30 соглашений о сотрудничестве в авиакосмической, химической и IT-отраслях.
Ключевые участники — премьер-министры России, Финляндии и Франции. В первый день работы форума Дмитрий Медведев, Юрки Катайнен и Жан-Марк Эйро встретились с представителями инновационного, предпринимательского и научного сообщества, молодёжной программы «100 инноваторов», а также приняли участие в пленарном заседании.
Основной темой обсуждения стали создатели прорывных технологии и их влияние на глобальные рынки. В рамках форума прошло 60 деловых мероприятий и 3 пленарных заседания. Свои доклады представили порядка 400 спикеров. Среди них — генеральный директор фонда X Prize Питер Диамандис, старший вице-президент Cisco Данкан Митчелл, президент Sony Pictures Television Андреа Вонг, учёные Скайлар Тиббитс и Омид Фарохзад, председатель совета директоров Alcatel-Lucent Филипп Камю, исполнительный вице-президент по технологиям и инновациям Royal Dutch Shell Джеральд Схотман.
В качестве интеллектуального продюсера форума выступило издательство MIT Technology Review. Главный редактор журнала Джейсон Понтин представил на пленарном заседании результаты исследования «Технологические тренды 2013».
Со стороны российских государственных органов выступили заместитель председателя Правительства России Владислав Сурков, мэр Москвы Сергей Собянин, а также главы крупных государственных компаний. Председателем организационного комитета форума 2013 года стал заместитель председателя Правительства Российской Федерации Аркадий Дворкович.

### Форум-2014

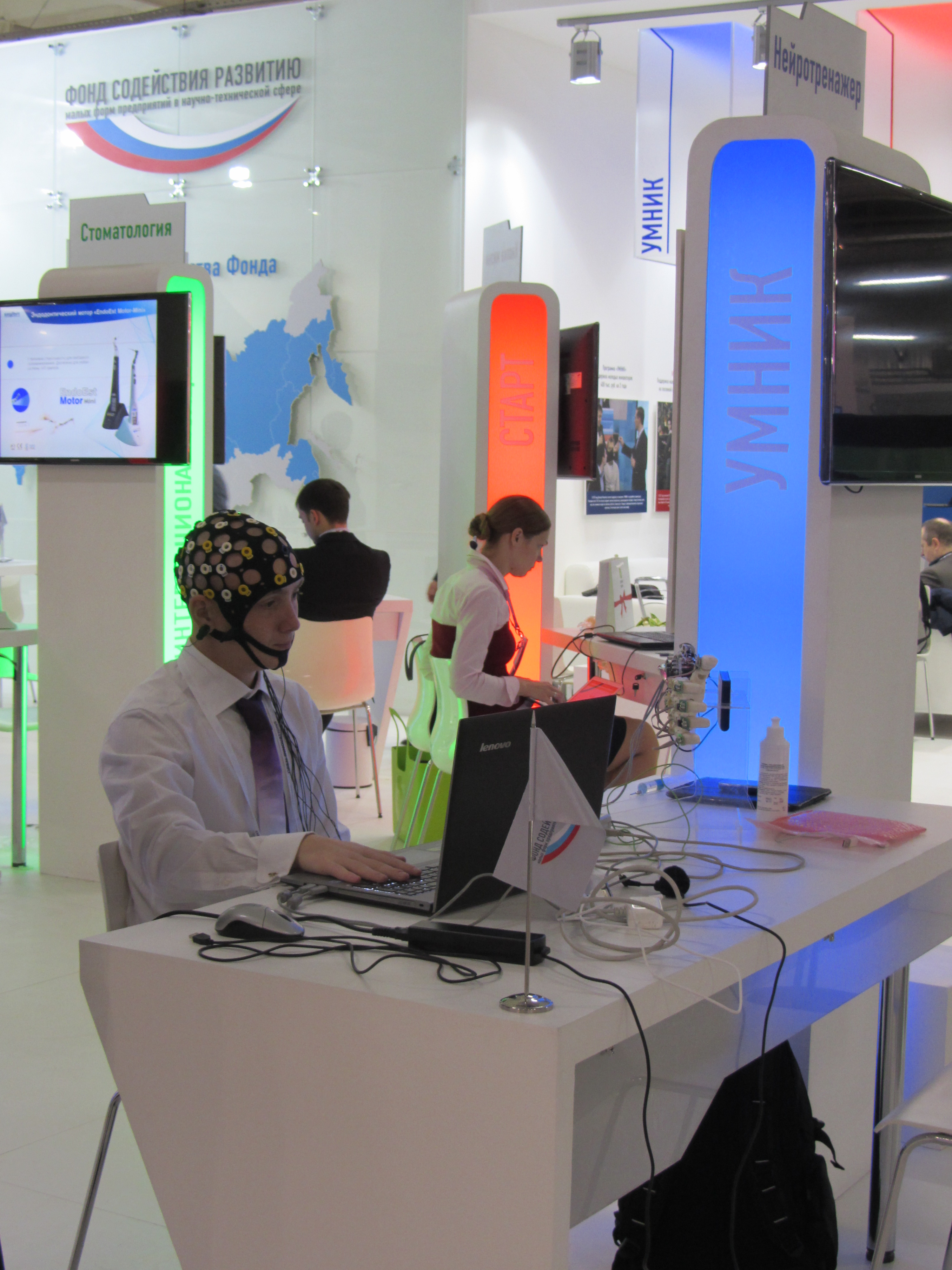
На Форуме-2014

В 2014 году площадкой форума стал Технополис «Москва», созданный на территории бывшего автозавода «Москвич». В мероприятии приняли участие более 2000 представителей бизнеса, включая 800 начинающих предприятий, более 100 российских и зарубежных ВУЗов, 19 международных ассоциаций. За три дня форум и выставку посетили более 15 000 человек из 70 стран мира. Официальной страной-партнером выступил Китай.
Основной темой форума в 2014 году стало сохранение конкурентоспособности в 21 веке и адаптация рынков к новым потребностям общества. Обсуждения проходили в рамках 160 мероприятий деловой программы. Ключевым мероприятием стало пленарное заседание «Новая инновационная карта мира: как уменьшить технологический разрыв между странами». В нем приняли участие главы правительств России и КНР — Дмитрий Медведев и Ли Кэцян, а также члены кабинета министров Андрей Фурсенко, Дмитрий Ливанов, Денис Мантуров, Сергей Донской, Михаил Абызов, мэр Москвы Сергей Собянин.
Среди других участников форума были министры Николай Никифоров, Александр Галушка; руководители компаний: Виктор Вексельберг (Сколково), Дмитрий Конов (Сибур), Анатолий Чубайс (РОСНАНО), Бу Андерссон (АвтоВАЗ), Го Пин (Huawei), Джо Лью (3M), Руперт Кили (PayPal); ученые: Владимир Фортов, Курт Вютрих, Жорес Алфёров, лауреат Нобелевской премии Ричард Робертс, воздухоплаватель Бертран Пикар (Solar Impulse) и другие..
На форуме были подведены итоги рейтинга инновационных компаний «ТехУспех» 2014 и объявлены победители федерального конкурса технологических стартапов GenerationS-2014.

### Форум-2015
В 2015 году форум и выставка прошли с 28 октября по 1 ноября в 75-м павильоне ВДНХ. За пять дней работы форума состоялось 115 деловых мероприятий, в которых приняли участие более 200 спикеров из более чем 30 стран мира. В 2015 году участники форума обсуждали влияние технологий на производительность, среду обитания, образование, здоровье и индустрию развлечений.
Ключевым мероприятием форума стало пленарное заседание «Человек на стыке трендов технологической революции», которое состоялось 28 октября. В нем приняли участие главы правительств России и Сербии — Дмитрий Медведев и Александр Вучич, а также экономист Джереми Рифкин, футуролог Герд Леонхарт, основатель ABBYY Давид Ян. Модератором заседания выступил Майк Бутчер (TechCrunch Europe).
Среди участников форума также были нобелевский лауреат по экономике Нуриэ́ль Руби́ни, авиаконструктор Берт Рутан, Джим Моррис (Pixar), Обри ди Грей (SENS Research Foundation), Аксель Флейг (Airbus), Карло Ратти (SENSEable City Lab MIT).
Со стороны российских и зарубежных органов власти выступили заместитель председателя Правительства РФ Аркадий Дворкович, мэр Москвы Сергей Собянин, первые лица министерств России, Индии, Китая, Бразилии, ЮАР, Израиля.
На форуме были объявлены победители национальных премий и конкурсов, среди которых Венчурный инвестор-2015, RUSNANOPRIZE 2015, ТехУспех-2015, Tech in Media 2015 и другие.
В выставочной программе форума приняли участие российские и зарубежные экспоненты, среди которых были Правительство Москвы, российские институты развития, министерства РФ, АИРР, представительства регионов России, IBM, Intel и другие.

## Выставка
Ежегодно в рамках форума проходит выставка Open Innovations Expo (с 2015 года «Шоу технологий»), на которой демонстрируются разработки российских и зарубежных компаний.
Хронология выставки
| Год  | Количество стран | Количество экспонентов | Количество представленных разработок, шт | Число посетителей, чел | Площадь, м². | Прим.  |
| ---- | ---------------- | ---------------------- | ---------------------------------------- | ---------------------- | ------------ | ------ |
| 2012 | 16               | 500                    | < 1000                                   | < 10 000               | 22 000       | [ 3 ]  |
| 2013 | 10               | < 530                  | < 1000                                   | < 12 000               | 24 000       | [ 46 ] |
| 2014 | 15               | 490                    | < 2000                                   | < 15 000               | 13 000       | [ 47 ] |

## Молодежная программа
Отдельная молодежная программа форума предназначена для абитуриентов, студентов, молодых ученых и предпринимателей из России и других стран. В основе программы — мастер-классы и лекции экспертов в области бизнеса и инноваций.
Также в рамках молодежной программы ежегодно формируется международная группа «100 инноваторов», в которую входят представители инновационных начинающих компаний, не достигшие 35 лет. Они принимают участие в деловой программе форума, общаются с инвесторами и представителями институтов развития.